# Ein el-Jarba

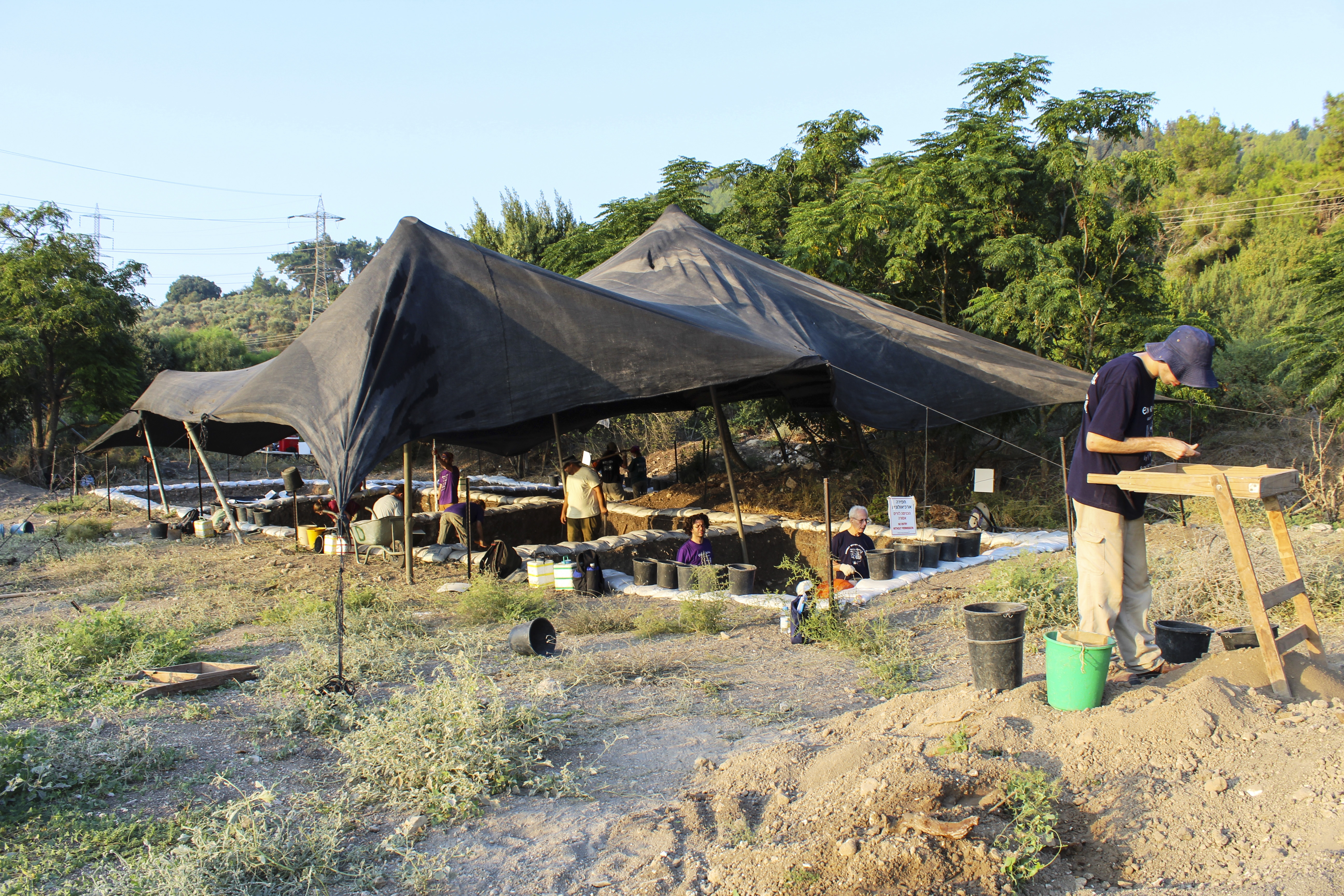
Ein el-Jarba excavations 2013

Ein el-Jarba je archeologická lokalita v místech raně chalkolitické osídlení, které je součástí tzv. kultury Wadi Rabah, datované do 6. tisíciletí př. n. l. Ein el-Jarba se nachází přibližně 20 km jihovýchodně od izraelské Haify v Jizre’elském údolí. Archeologický výzkum byl na místě obnoven Hebrejskou univerzitou v Jeruzalémě.

## Geografie
Lokalita se nachází na úpatí pohoří Menaše v Jizre’elském údolí, které vždy bylo hlavní spojnicí mezi středomořským pobřeží a Jordánským údolím. Ein el-Jarba leží v blízkosti dnešního kibucu Hazore'a.

## Historie archeologického výzkumu
Již v minulosti na místě proběhlo několik archeologických průzkumů. Po náhodném odkrytí archeologických pozůstatků během mechanických prací proběhla v roce 1966 první sezóna archeologického výzkumu pod vedením J. Kaplana. V roce 1979 bylo prozkoumáno místo, které se nachází přibližně 75 metrů východně od původních nálezů. Další výzkum, který se konal v roce 1980, byl záchranným a vedl jej E. Meyerhof. Podařilo se mu odkrýt masivní architektonické zbytky. V okolí byla odkryta I jiná místa, včetně Tell Qiri (Baruch 1987), Hazore’a (Anati 1971; Anati et al. 1973; Meyerhof 1988), Tell Zeriq (Oshri 2000), Abu Zureiq (Garfinkel a Matskevich 2002) a Mishmar HaEmek – vrstva V (Getzov a Barzilai 2011). Povrchové průzkumy v okolí provedl v roce 1973 E. Anati (1973:29-40).
Na přibližně 65 m² plošného výzkumu lokality Ein el-Jarba J.Kaplan v roce 1966 objevil cekem čtyři fáze chalkolitického osídlení se zbytky architektury a hroby. (Arensburg 1970). Stratigrafická kumulace mezi přírodní půdní vrstvou a ornicí je pouze kolem 1 m (Kaplan 1969: 4).

## Současný výzkum
Za obnovou archeologického výzkumu na lokalitě Ein el-Jarba v roce 2013 stojí Katharina Streit z Archeologického institutu Hebrejské univerzity v Jeruzalémě v Izraeli ve spolupráci s “Jezreel Valley Regional Project”. Tento výzkum prozatím odkryl dvě sídelní období, která byla datována do rané doby bronzové IB (4. tisíciletí př. n. l.) a raně chalkolitického období (6. tisíciletí př. n. l.). K nálezům z rané doby bronzové se řadí několik spodních vstev oválných domů, podlahy, které využívali lidé k obývání, jámy a silo ohraničené kameny. Z raně chalkolitického období pochází několik podlah, rozpadlé hliněné cihly a sádrové podlahy s kruhovými objekty. Souboru nalezené raně chalkolitické keramiky dominuje klasická keramika typu Wadi Rabah.